# Néris-les-Bains
Néris-les-Bains is een gemeente in het Franse departement Allier in de regio Auvergne-Rhône-Alpes en maakt deel uit van het arrondissement Montluçon. De gemeente telde 2.441 inwoners op 1 januari 2022.

## Geografie
De oppervlakte van Néris-les-Bains bedraagt 33,13 vierkante kilometer; Op 1 januari 2022 was de bevolkingsdichtheid 73,7 inwoners per km².
De onderstaande kaart toont de ligging van Néris-les-Bains met de belangrijkste infrastructuur en aangrenzende gemeenten.

## Verkeer en vervoer
In de gemeente ligt spoorwegstation Néris-les-Bains.

## Demografie
Onderstaande figuur toont het verloop van het inwonertal.
Vanwege een beveiligingsprobleem met de MediaWiki Graph-software is het momenteel niet mogelijk deze grafiek weer te geven. Zodra de software is bijgewerkt zal de grafiek vanzelf weer zichtbaar worden.